# PornMD
PornMD é uma ferramenta de busca do Pornhub Network. Os sites são mantidos por receita proveniente de publicidade, o que permite aos internautas acesso irrestrito e gratuito. Em março de 2013, o PornMD lançou um mapa interativo que permite aos usuários visualizarem as dez principais pesquisas no PornMD a qualquer país selecionado e, em fevereiro de 2014, eles introduziram um feed ao vivo que mostra os termos de pesquisa inseridos pelos usuários em tempo real.